# Hans Nissen
Pour les articles homonymes, voir Nissen.
Hans Jörg Nissen (né le 22 juin 1935 à Heidelberg) est un archéologue allemand.
Docteur de l'Université de Heidelberg, il part pour Bagdad jusqu'en 1968 où il rejoint l'Université de Chicago jusqu'en 1971 et enfin l'Université de Berlin jusqu'en 2000. Il est marié à la photographe Margret Nissen, la fille d'Albert Speer, avec qui, il a quatre enfants.

## Publications
- Geschichte Altvorderasiens, Oldenbourg, München 1999 (Oldenbourg Grundriss der Geschichte, Band 25)  (ISBN 3-486-56373-4)
- Grundzüge einer Geschichte der Frühzeit des Vorderen Orients, Wissenschaftliche Buchgesellschaft, 3., gegenüber der 2. unveränderten Auflage, Darmstadt 1995  (ISBN 3-534-08643-0)
- Archaische Verwaltungstexte aus Uruk. Die Heidelberger Sammlung (mit Robert K. Englund), Mann, Berlin 2001 (Archaische Texte aus Uruk, Bd. 7/Ausgrabungen der Deutschen Forschungsgemeinschaft in Uruk-Warka, Bd. 17)  (ISBN 3-7861-2402-7)
- Von Mesopotamien zum Irak. Kleine Geschichte eines alten Landes (mit Peter Heine), Wagenbach, Berlin 2003  (ISBN 3-8031-2483-2)